# Podział administracyjny Kościoła katolickiego w Australii i Oceanii

## Australia

### Lista metropolii i diecezji rzymskokatolickich

#### Metropolia Adelaide
- Archidiecezja Adelaide,
- Diecezja Darwin,
- Diecezja Port Pirie

#### Metropolia Brisbane
- Archidiecezja Brisbane,
- Diecezja Cairns,
- Diecezja Rockhampton,
- Diecezja Toowoomba,
- Diecezja Townsville.

#### Metropolia Melbourne
- Archidiecezja Melbourne,
- Diecezja Ballarat,
- Diecezja Sale,
- Diecezja Sandhurst.

#### Metropolia Perth
- Archidiecezja Perth,
- Diecezja Broome,
- Diecezja Bunbury,
- Diecezja Geraldton.

#### Metropolia Sydney
- Archidiecezja Sydney,
- Diecezja Armidale,
- Diecezja Bathurst,
- Diecezja Broken Bay,
- Diecezja Lismore,
- Diecezja Maitland-Newcastle,
- Diecezja Parramatta,
- Diecezja Wagga Wagga,
- Diecezja Wilcannia-Forbes,
- Diecezja Wollongong.

#### Bezpośrednio podległe Stolicy Apostolskiej
- Archidiecezja Hobart
- Archidiecezja Canberry-Goulburn
- Ordynariat Polowy Australii
- Ordynariat Personalny Matki Bożej Krzyża Południa

### Eparchieobrządków wschodnich
- Eparchia św. Piotra i Pawła w Melbourne (obrządek bizantyjsko-ukraiński)
- Eparchia św. Marona w Sydney (Kościół maronicki)
- Eparchia św. Tomasza Apostoła w Sydney (Kościół chaldejski)
- Eparchia św. Michała w Sydney (Kościół melchicki)
- Eparchia św. Tomasza Apostoła w Melbourne (Kościół syromalabarski)

## Nowa Zelandia

### Metropolia Wellington
- Archidiecezja Wellington
- Diecezja Auckland
- Diecezja Christchurch
- Diecezja Dunedin
- Diecezja Hamilton
- Diecezja Palmerston North
- Ordynariat polowy

## Pacyfik

### Metropolia Hagåtña
- Archidiecezja Hagåtña (Guam)
- Diecezja Karolinów (Mikronezja i Palau)
- Diecezja Chalan Kanoa (Mariany Północne)
- Prefektura apostolska Wysp Marshalla (Wyspy Marshalla)

### Metropolia Nouméa
- Archidiecezja Numea (Nowa Kaledonia)
- Diecezja Wallis i Futuna (Wallis i Futuna)
- Diecezja Port Vila (Vanuatu)

### Metropolia Samoa-Apia
- Archidiecezja Samoa-Apia (Samoa)
- Diecezja Samoa-Pago Pago (Samoa Amerykańskie)
- Misja „sui iuris” w Funafuti (Tuvalu)
- Misja „sui iuris” Tokelau (Tokelau).

### Metropolia Suva
- Archidiecezja Suva (Fidżi)
- Diecezja Rarotonga (Wyspy Cooka)
- Diecezja Tarawa i Nauru (Kiribati i Nauru)

### Diecezje bezpośrednio podporządkowana Stolicy Apostolskiej
- Diecezja Tonga

## Papua-Nowa Gwinea

### Metropolia Madang
- Archidiecezja Madang
  - Diecezja Aitape
  - Diecezja Lae
  - Diecezja Vanimo
  - Diecezja Wewak

### Metropolia Mount Hagen
- Archidiecezja Mount Hagen
  - Diecezja Goroka
  - Diecezja Kundiawa
  - Diecezja Mendi
  - Diecezja Wabag

### Metropolia Port Moresby
- Archidiecezja Port Moresby
  - Diecezja Alotau-Sideia
  - Diecezja Bereina
  - Diecezja Daru-Kiunga
  - Diecezja Kerema

### Metropolia Rabaul
- Archidiecezja Rabaul
  - Diecezja Bougainville
  - Diecezja Kavieng
  - Diecezja Kimbe

## Polinezja Francuska

### Metropolia Papeete
- Archidiecezja Papeete
- Diecezja Taiohae o Tefenuaenata

## Wyspy Salomona

### Metropolia Honiara
- Archidiecezja Honiara
- Diecezja Auki
- Diecezja Gizo